# Vilém Bádenský (1829–1897)
Vilém Bádenský (Ludvík Vilém August; 18. prosince 1829, Karlsruhe – 27. dubna 1897, Karlsruhe) byl pruský generál a politik. Byl otcem Maxmiliána Bádenského, posledního ministerského předsedy Pruského království a posledního kancléře Německého císařství. Vilém byl také bádenským princem a členem rodu Zähringů.

## Rodina
Vilém se narodil v Karlsruhe 18. prosince 1829 jako páté dítě a třetí přeživší syn bádenského velkovévody Leopolda a jeho manželky Žofie Vilemíny Švédské. Z otcovy strany byl vnukem bádenského velkovévody Karla Fridricha a jeho druhé, morganatické manželky Luisy Karolíny Geyer z Geyersbergu. Ze strany matky byl vnukem švédského krále Gustava IV. Adolfa a jeho manželky Frederiky Dorotey Bádenské.
Vilém měl několik sourozenců: starší sestru Alexandrinu, vévodkyni sasko-kobursko-gothajskou, starší bratry velkovévody Ludvíka II. a Fridricha I., mladšího bratra Karla, který se morganaticky oženil, a mladší sestry Marii, kněžnu leiningenskou a Cecílii, ruskou velkokněžnu.

## Vojenská kariéra
Během své krátké služby u Bádenského federálního kontingentu (Baden Bundescontingente) byl Vilém v roce 1847 jmenován lajtnantem a v roce 1849 prvním poručíkem. Zpočátku v letech 1849 až 1850 sloužil jako první poručík v 1. pěší stráži pěšího pluku pruské armády. Formální vzdělání Vilém obdržel u pruské armády. Od roku 1856 sloužil jako major u strážního dělostřelectva a nakonec jako generálmajor a komandér strážní dělostřelecké brigády. Vilém opustil pruskou armádu jako generálporučík v roce 1863, krátce před svým sňatkem s Marií Leuchtenburskou.

### Prusko-rakouská válka

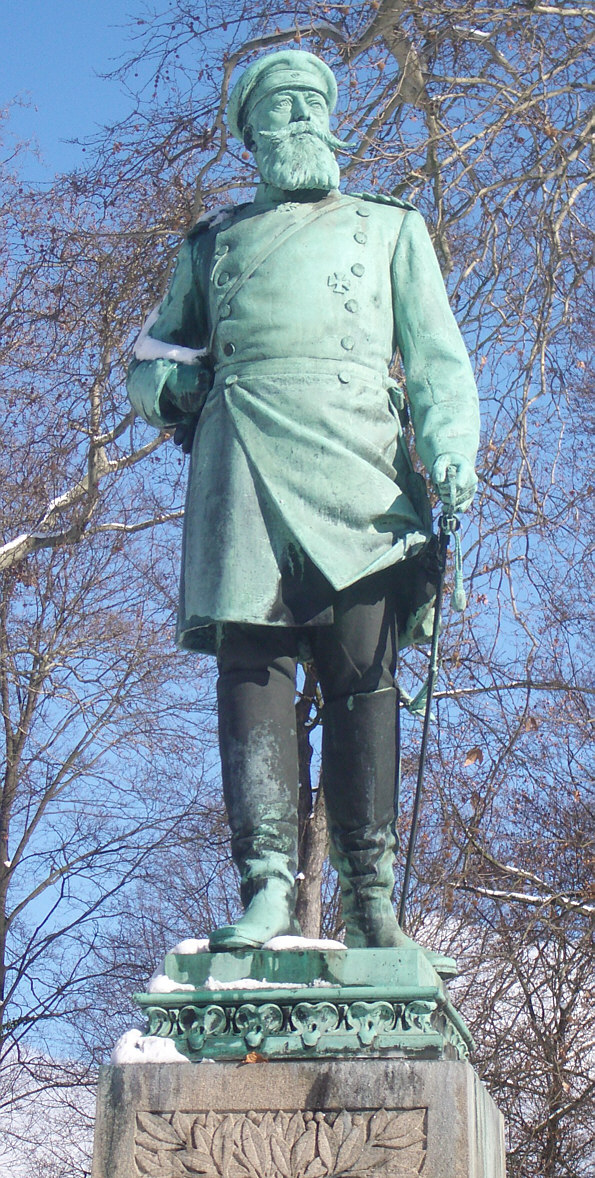
Památník prince Viléma v Karlsruhe, autor Hermann Volz.

V roce 1866, během prusko-rakouské války mezi Pruským královstvím a Rakouským císařstvím Vilém převzal velení nad bádenskou divizí 8. federálního sboru (8. Bundeskorps) sousedícího s německým spolkem vedeným Rakouskem. Rozpuštění 8. federálního sboru začalo 30. července 1866, kdy Vilém zaslal vlajku příměří spolu s dopisem pruskému ústředí v Marktheidenfeldu. V dopise bylo uvedeno, že Vilémův otec Leopold, velkovévoda bádenský, zahájil přímá jednání s králem Vilémem Pruským a že král Vilém udělil bádenským jednotkám povolení k návratu do svých domovů.
Bezprostředně po prusko-rakouské válce reformoval Vilém na základě pruského systému bádenskou armádu. Vilém a princ August Württemberský byli dva jihoněmečtí princové, kteří se nejvíce zasadili o spojení severního a jižního německého státu. 22. září 1868 Vilém oznámil svou rezignaci na velení vojsk Bádenského velkovévodství a byl nahrazen generálem Bezou.

### Prusko-francouzská válka
Ve prusko-francouzské válce v letech 1870–71 Vilém velel 1. bádenské brigádě. 30. října 1870 Vilém a generál Gustav Friedrich von Beyer napadli Dijon. Francouzi přepravili po železnici 10 000 mužů a občané Dijonu, včetně žen, se připojili k obraně města před Němci. Odpor nebyl snadno podmanitelný a Němci utrpěli těžké ztráty, nicméně podle historika Gustava Louise Maurice Strausse „[Wilhelm] udržel galantním způsobem vrchy svatého Apollinariho a obsadil předměstí, ze kterého se nakonec Němci vrhli na cestu do města, kde divoké boje od barikády po barikádu od domu do domu trvaly až do půlnoci." Dijon byl 18. ledna 1870 obsazen 24 000 Prusy, ale po těžké bitvě byl znovu obsazen Francouzi a následně převzat 19. ledna Prusy, během čehož byl Vilém v Nuits-Saint-Georges střelen do tváře.

### Poválečná kariéra
V roce 1895 jej císař Vilém II. na počest 25. výročí bitvy u Nuits-Saint-Georges jmenoval á la suite granátnického pluku. V té samé době mu Vilém II. také udělil Pour le Mérite, nejvyšší vojenské vyznamenání Pruského království.
Vilémovo konečné vojenské postavení bylo generál pěchoty.

## Politická kariéra
Již od mladého věku Vilém seděl v první komoře sněmu velkovévodství bádenského. V letech 1871 až 1873 byl také zástupcem Bádenska na říšském sněmu Německého císařství, v němž byl členem Německé císařské strany (Deutsche Reichspartei).

## Manželství a potomci
Vilém se 11. února 1863 ve třiatřiceti letech v Petrohradu v Ruském impériu oženil s o dvanáct let mladší Marií Maxmilianovnou z Leuchtenbergu, princeznou Romanovskojou, nejstarší dcerou Maximiliana de Beauharnais a jeho manželky Marie Nikolajevny Ruské. Když se o sňatku dozvěděl prezident Spojených států amerických Abraham Lincoln, poslal Vilémovu staršímu bratrovi, bádenskému velkovévodovi Fridrichovi, dopis, v němž Lincoln uvedl: "Podílím se na spokojenosti, kterou tato šťastná událost přináší, a modlím se za vaši královskou výsost, aby přijal mé upřímné blahopřání k této příležitosti a ujištění o mé nejhlubší úctě." Před sňatkem Vilém odcestoval do Anglie jako potenciální nápadník princezny Marie Adelaidy z Cambridge.
Vilém měl s Marií dvě děti:
- 1. Marie Bádenská (26. 7. 1865 Baden-Baden – 29. 11. 1939 tamtéž)
  - ⚭ 1889 Fridrich II. Anhaltský (19. 8.1856 – 21. 4. 1918), vévoda anhlatský od roku 1904 až do své smrti
- 2. Maxmilián Bádenský (10. 7. 1867 Baden-Baden – 6. 11. 1929 Kostnice), generál jezdectva, poslední říšský kancléř Německého císařství v období 3. října 1918 – 9. listopadu 1918
  - ⚭ 1900 Marie Luisa Hannoverská (11. 10. 1879 Gmunden – 31. 1. 1948 Salem)

## Kandidát na řecký trůn

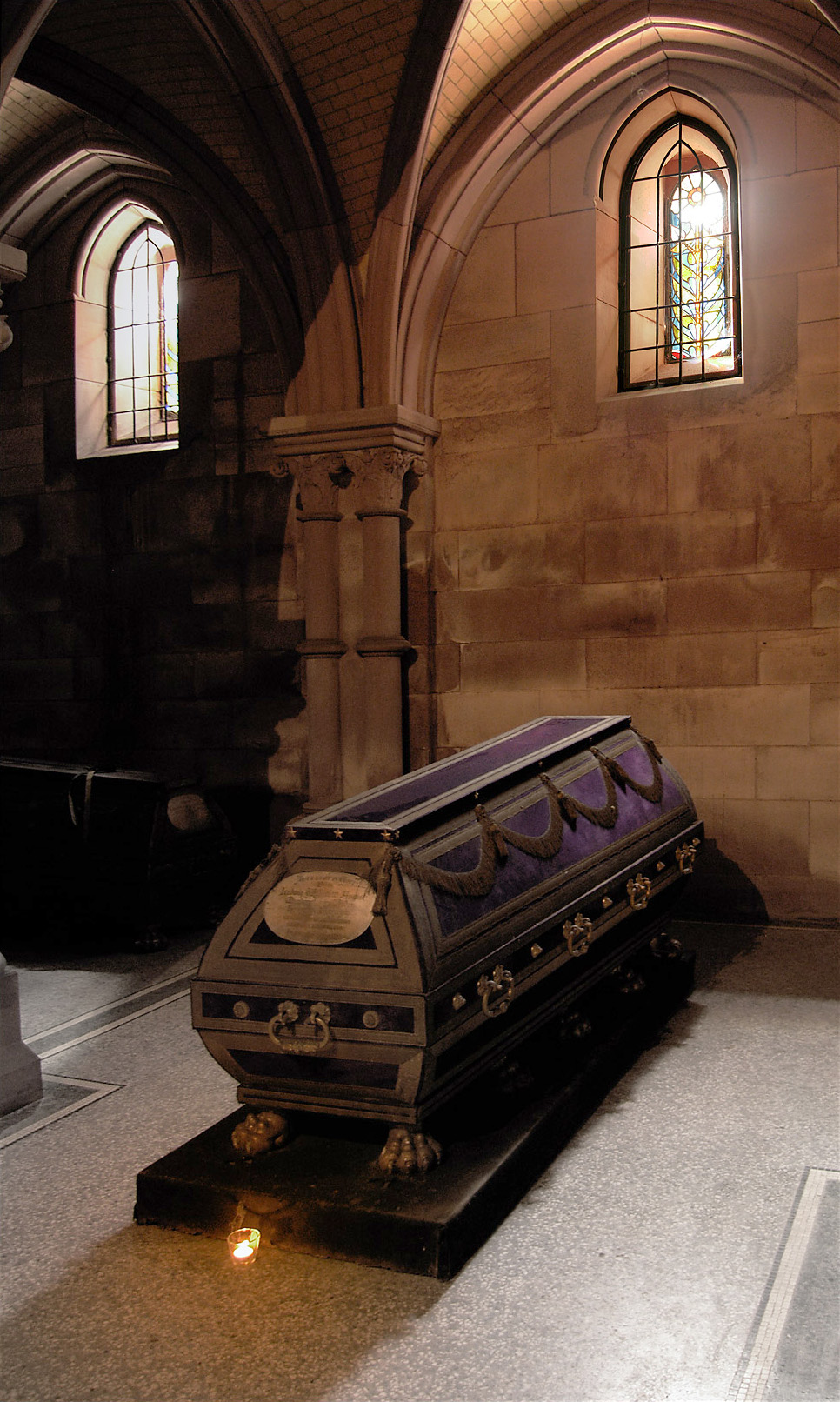
Hrobka prince Viléma Bádenského v kapli velkovévodské hrobky v Karlsruhe.

Po sesazení krále Oty Řeckého a po referendu na hlavu řeckého státu v roce 1862 byl Vilém pruským krále Vilémem I. a Ottou von Bismarckem považován za kandidáta na trůn Řeckého království. Ruské impérium se rozhodovalo mezi dvěma kandidáty, a to Mikulášem de Beauharnais, 4. vévodou z Leuchtenbergu, a Vilémem, jeho švagrem. Jako potenciální kandidát Vilém nepožadoval od rodiny krále Oty v bavorském království žádné vzdání se práv na řecký trůn. Podle The New York Times ze 16. března 1863 pak nedávné nákupy řeckých dluhopisů v Londýně byly výsledkem zprávy, že Vilém měl být formálně doporučen na trůn.

## Pozdější život
Vilém se účastnil vysvěcení památníku Martina Luthera 27. června 1868 ve Wormsu.
Po smrti svého švagra vévody Arnošta II. Sasko-Kobursko-Gothajského Vilém 23. srpna 1893 odcestoval na zámek Reinhardsbrunn na návštěvu své ovdovělé sestry Alexandriny a vévodova nástupce Alfréda, vévody z Edinburghu. 28. srpna 1893 se v Coburgu účastnil vévodova pohřebního průvodu a mše.
Vilém zemřel 27. dubna 1897 v Karlsruhe ve věku 67 let. Pohřben byl v kapli velkovévodské hrobky ve Fasanengartenu v Karlsruhe.

## Tituly a oslovení
- 18. prosince 1829 – 27. dubna 1897: Jeho velkovévodská Výsost princ Vilém Bádenský

## Vývod z předků
|                |                                     |  |                   |                                       |  |  |  |  |  |  |  | Karel Vilém Bádensko-Durlašský |
|                |                                     |  |                   |                                       |  |  |  |  |  |  |  |                                |
|                | Fridrich Bádensko-Durlašský         |  |                   |                                       |  |  |  |  |  |  |  |                                |
|                |                                     |  |                   |                                       |  |  |  |  |  |  |  |                                |
|                |                                     |  |                   | Magdalena Vilemína Württemberská      |  |  |  |  |  |  |  |                                |
|                |                                     |  |                   |                                       |  |  |  |  |  |  |  |                                |
|                | Karel Fridrich Bádenský             |  |                   |                                       |  |  |  |  |  |  |  |                                |
|                |                                     |  |                   |                                       |  |  |  |  |  |  |  |                                |
|                |                                     |  |                   | Jan Vilém Friso                       |  |  |  |  |  |  |  |                                |
|                |                                     |  |                   |                                       |  |  |  |  |  |  |  |                                |
|                | Amálie Nasavsko-Dietzská            |  |                   |                                       |  |  |  |  |  |  |  |                                |
|                |                                     |  |                   |                                       |  |  |  |  |  |  |  |                                |
|                |                                     |  |                   | Marie Luisa Hesensko-Kasselská        |  |  |  |  |  |  |  |                                |
|                |                                     |  |                   |                                       |  |  |  |  |  |  |  |                                |
|                | Leopold I. Bádenský                 |  |                   |                                       |  |  |  |  |  |  |  |                                |
|                |                                     |  |                   |                                       |  |  |  |  |  |  |  |                                |
|                |                                     |  |                   | Kristián Jindřich Geyer z Geyersbergu |  |  |  |  |  |  |  |                                |
|                |                                     |  |                   |                                       |  |  |  |  |  |  |  |                                |
|                | Ludvík Jindřich Geyer z Geyersbergu |  |                   |                                       |  |  |  |  |  |  |  |                                |
|                |                                     |  |                   |                                       |  |  |  |  |  |  |  |                                |
|                |                                     |  |                   | Kristýna Filipa von Thümmel           |  |  |  |  |  |  |  |                                |
|                |                                     |  |                   |                                       |  |  |  |  |  |  |  |                                |
|                | Luisa Karolina z Hochbergu          |  |                   |                                       |  |  |  |  |  |  |  |                                |
|                |                                     |  |                   |                                       |  |  |  |  |  |  |  |                                |
|                |                                     |  |                   | Johan Rudolf Hedwiger von Sponeck     |  |  |  |  |  |  |  |                                |
|                |                                     |  |                   |                                       |  |  |  |  |  |  |  |                                |
|                | Maximiliana Kristýna ze Sponecku    |  |                   |                                       |  |  |  |  |  |  |  |                                |
|                |                                     |  |                   |                                       |  |  |  |  |  |  |  |                                |
|                |                                     |  |                   | Vilemína Luisa von Hoff               |  |  |  |  |  |  |  |                                |
|                |                                     |  |                   |                                       |  |  |  |  |  |  |  |                                |
| Vilém Bádenský |                                     |  |                   |                                       |  |  |  |  |  |  |  |                                |
|                |                                     |  |                   |                                       |  |  |  |  |  |  |  |                                |
|                |                                     |  | Adolf I. Fridrich |                                       |  |  |  |  |  |  |  |                                |
|                |                                     |  |                   |                                       |  |  |  |  |  |  |  |                                |
|                | Gustav III. Švédský                 |  |                   |                                       |  |  |  |  |  |  |  |                                |
|                |                                     |  |                   |                                       |  |  |  |  |  |  |  |                                |
|                |                                     |  |                   | Luisa Ulrika Pruská                   |  |  |  |  |  |  |  |                                |
|                |                                     |  |                   |                                       |  |  |  |  |  |  |  |                                |
|                | Gustav IV. Adolf                    |  |                   |                                       |  |  |  |  |  |  |  |                                |
|                |                                     |  |                   |                                       |  |  |  |  |  |  |  |                                |
|                |                                     |  |                   | Frederik V.                           |  |  |  |  |  |  |  |                                |
|                |                                     |  |                   |                                       |  |  |  |  |  |  |  |                                |
|                | Žofie Magdalena Dánská              |  |                   |                                       |  |  |  |  |  |  |  |                                |
|                |                                     |  |                   |                                       |  |  |  |  |  |  |  |                                |
|                |                                     |  |                   | Luisa Hannoverská                     |  |  |  |  |  |  |  |                                |
|                |                                     |  |                   |                                       |  |  |  |  |  |  |  |                                |
|                | Žofie Vilemína Švédská              |  |                   |                                       |  |  |  |  |  |  |  |                                |
|                |                                     |  |                   |                                       |  |  |  |  |  |  |  |                                |
|                |                                     |  |                   | Karel Fridrich Bádenský               |  |  |  |  |  |  |  |                                |
|                |                                     |  |                   |                                       |  |  |  |  |  |  |  |                                |
|                | Karel Ludvík Bádenský               |  |                   |                                       |  |  |  |  |  |  |  |                                |
|                |                                     |  |                   |                                       |  |  |  |  |  |  |  |                                |
|                |                                     |  |                   | Karolína Luisa Hesensko-Darmstadtská  |  |  |  |  |  |  |  |                                |
|                |                                     |  |                   |                                       |  |  |  |  |  |  |  |                                |
|                | Frederika Dorotea Bádenská          |  |                   |                                       |  |  |  |  |  |  |  |                                |
|                |                                     |  |                   |                                       |  |  |  |  |  |  |  |                                |
|                |                                     |  |                   | Ludvík IX. Hesensko-Darmstadtský      |  |  |  |  |  |  |  |                                |
|                |                                     |  |                   |                                       |  |  |  |  |  |  |  |                                |
|                | Amálie Hesensko-Darmstadtská        |  |                   |                                       |  |  |  |  |  |  |  |                                |
|                |                                     |  |                   |                                       |  |  |  |  |  |  |  |                                |
|                |                                     |  |                   | Karolína Falcko-Zweibrückenská        |  |  |  |  |  |  |  |                                |
|                |                                     |  |                   |                                       |  |  |  |  |  |  |  |                                |